# Fabian Lilliecreutz
Samuel Henrik Fabian Lilliecreutz, född 8 april 1866 i Voxtorps församling, Jönköpings län, död 20 februari 1935 i Stockholm (folkbokförd i Gränna landsförsamling, Jönköpings län), var en svensk friherre, militär och politiker (lantmanna- och borgarpartiet).
Lilliecreutz blev underlöjtnant vid Kalmar regemente 1890 och vid Jönköpings regemente 1891, löjtnant vid Jönköpings regemente 1894, kapten där 1905 och major på reservstat 1916. Han beviljades avsked 1921.
Lilliecreutz var riksdagsledamot i andra kammaren 1925–1932 för Jönköpings läns valkrets. Han tillhörde lantmanna- och borgarpartiet från invalet i riksdagen. 
Lilliecreutz var ordförande i Tveta härads hushållningsgille 1908–1912, sekreterare hos Jönköpings läns hushållningssällskap 1913–1931, redaktör och ansvarig utgivare för sällskapets handlingar och tidskrift 1913–1932, ledamot av Jönköpings läns skogsvårdsstyrelse 1908–1922, ordförande i länets trädgårdsstyrelse från 1920 och ordförande i Jönköpings läns lantmäns centralförening.
Lilliecreutz invaldes som ledamot av Lantbruksakademien 1928. Han blev riddare av Svärdsorden 1911 och av Vasaorden 1919. Lilliecreutz är begravd på Dunkehalla kyrkogård.